# Nolan Hansen
un sale pedophile qui a aggresse ma petite soeur